# Вампир в Суссексе
«Вампир в Суссексе» (англ. The Adventure of the Sussex Vampire) — один из рассказов английского писателя Артура Конан Дойла о знаменитом сыщике Шерлоке Холмсе. Входит в завершающий сборник рассказов «Архив Шерлока Холмса», опубликованный в 1927 г.

## Сюжет
К Шерлоку Холмсу обращается торговец чаем, мистер Роберт Фергюсон, подозревающий свою жену в том, что она – вампир. В письме к Холмсу он излагает свою историю. Фергюсон женат вторым браком на красивой молодой перуанке, у них есть сын, пока совсем еще младенец. Кроме этого, в доме проживает еще один сын Фергюсона от первого брака, пятнадцатилетний Джек, который, повредив позвоночник в детстве, стал частично инвалидом. Отношения между мачехой и Джеком не складываются с самого начала, более того, в последнее время мачеха дважды набрасывается на пасынка, нанося ему сильнейшие побои.
Внезапно происходит дичайший случай: кормилица входит в комнату, где лежит младенец, и видит, как мать, впившись зубами в шею ребенка, сосет его кровь. Едва не сойдя с ума от увиденного, кормилица хочет немедля все рассказать Фергюсону, но мать умоляет ничего не говорить и даже платит ей за это деньги. Но это происшествие настолько потрясло кормилицу, что вскоре она не выдерживает и рассказывает об этом страшном случае Фергюсону. Он воспринимает услышанное как дурную шутку, но тут в детской комнате раздается пронзительный крик младенца. Фергюсон с кормилицей вбегают в эту комнату и видят, что мать склонилась над ребенком, на шее которого ранки от укуса, а губы матери в крови её сына. Мать категорически отказывается давать какие-либо объяснения произошедшему и запирается в отдельной комнате, куда верная служанка стала носить еду и питье.
Крайне заинтересованный этим необычным случаем Холмс в сопровождении Ватсона выезжает в Суссекс, в дом Фергюсона, чтобы начать расследование. Холмс обращает внимание, что стены дома украшены не только картинами, но и «коллекцией южноамериканской утвари  и  оружия».  Кроме того, Холмс замечает странную болезнь живущей в доме собаки: спаниель почти парализован безо всякой видимой причины. Пообщавшись со старшим сыном Фергюсона и осмотрев младенца, Холмс заявляет Фергюсону, что дело раскрыто, но все дальнейшие объяснения он сделает только в присутствии жены Фергюсона. Поднявшись к ней в комнату вместе с Ватсоном и Фергюсоном, Холмс раскрывает суть этого необычного дела.
Ненавидящий своего маленького единокровного и, что самое важное, здорового брата, Джек решает его погубить. Воспользовавшись стрелой с ядовитым наконечником из коллекции оружия, Джек вначале проверяет её действие на собаке, а затем колет стрелой младенца в шею. По счастливой случайности мать становится свидетелем этой сцены и успевает отсосать кровь из ранки. Все последующие случаи «вампиризма» были связаны только с тем, что мать хотела окончательно избавить своего сына от яда. Зная, как сильно любит муж своего старшего сына-инвалида, молодая женщина не решилась открыть ему страшную правду.